# Юмба, Наоми
Наоми Юмба Терез (фр. Naomie Yumba Thérèse; род. 26 июня 1999, Лубумбаши) — боксёрша из ДР Конго. Участница летних Олимпийских игр 2020 года, бронзовый призёр Африканских игр 2019 года.

## Биография
Наоми Юмба родилась 26 июня 1999 года в городе Лубумбаши в ДР Конго.
В 2019 году завоевала бронзовую медаль Африканских игр в Рабате в весовой категории до 60 кг.
В 2020 году провела два профессиональных боя в Киншасе под эгидой Африканского боксёрского союза и оба выиграла, в том числе один нокаутом.
В 2021 году вошла в состав сборной ДР Конго на летних Олимпийских играх в Токио. В весовой категории до 60 кг в 1/8 финала проиграла Райхоне Кодировой из Узбекистана решением судей.